# Lista siturilor arheologice din județul Cluj - O
Lista siturilor arheologice din județul Cluj - O conține toate siturile arheologice din județul Cluj înscrise în Repertoriul Arheologic Național (RAN) și aflate în localități al căror nume începe cu litera O. RAN este administrat de Ministerul Culturii și Patrimoniului Național și cuprinde date științifice, cartografice, topografice, imagini și planuri, precum și orice alte informații privitoare la zonele cu potențial arheologic, studiate sau nu, încă existente sau dispărute.
Puteți căuta un sit din localitățile care încep cu litera O folosind formularul de mai jos sau puteți naviga prin toate siturile din județ la Lista siturilor arheologice din județul Cluj.
| Cod RAN                               | Denumire | Localitate                                         | Adresă | Datare | Descoperit | Coordonate                                    | Imagine           | Erori            |
| ------------------------------------- | --- | -------------------------------------------------- | ------ | ------ | ---------- | --------------------------------------------- | ----------------- | ---------------- |
| 55026.02.01 (Cod LMI: CJ-I-s-A-07126) | Fortificația de la Ocna Dejului - "Huhui" / ansamblu anonim (Categorie: fortificație) (Tip: Fortificație de pământ) | localitate componentă Ocna Dejului, municipiul Dej | Huhui  |        |            | 47°07′31″N 23°51′20″E / 47.12524°N 23.85547°E | Încărcați imagine | Raportați eroare |
| 55026.01.01                           | Așezarea eneolitică de la Ocna Dejului / ansamblu anonim (Categorie: locuire civilă) (Tip: Așezare)                 | localitate componentă Ocna Dejului, municipiul Dej |        |        |            |                                               | Încărcați imagine | Raportați eroare |